# New Century
New Century – album studyjny polskiej grupy muzycznej SBB. Wydawnictwo ukazało się 19 września 2005 roku nakładem wytwórni muzycznej Metal Mind Productions. Album New Century został wydany na płycie CD oraz na płycie DVD Audio 5. 1 Surround Music. Płyta zadebiutowała na 17. miejscu listy OLiS w Polsce.

## Lista utworów
1. "Golden Harp" (Heike Aretz / Józef Skrzek) – 5:50
2. "Music Is My Life" (Luiza / Józef Skrzek) – 4:54
3. "New Century" (Józef Skrzek / Apostolis Anthimos) – 6:06
4. "Stary człowiek w milczącym ogrodzie" (Julian Matej / Józef Skrzek) – 4:51
5. "Duch pokoleń" (Józef Skrzek) – 5:35
6. "Wojownicy Itaki" (Krzysztof Niewrzęda / Józef Skrzek) – 5:28
7. "When Was The Last Time?" (Paul Wertico / Apostolis Anthimos, Józef Skrzek, Paul Wertico) – 4:01
8. "Carry Me Away" (Jacek Groń, Paweł Brodowski/ Apostolis Anthimos, Józef Skrzek, Paul Wertico) – 15:52
9. "PAJO" (Józef Skrzek, Paul Wertico) – 3:22
10. "Rock For Mack" (Apostolis Anthimos, Józef Skrzek, Paul Wertico) – 1:44

Bonus digipack
1. "Positive Polarity" (Julian Mack) – 2:31
2. "Viator Blues" (Apostolis Anthimos, Józef Skrzek, Paul Wertico) – 5:22

Bonus DVD
1. "Music Is My Life"
2. "New Century Studio Report"

## Twórcy
- Apostolis Anthimos – gitara
- Józef Skrzek – wokal prowadzący, gitara basowa, harmonijka ustna, organy hammonda, fortepian, moog, instrumenty klawiszowe
- Paul Wertico – perkusja, instrumenty perkusyjne
- Julian Mack – wokal wspierający, gitara
- Reinhold Mack – produkcja muzyczna, wokal wspierający, gitara

oraz
- Krzysztof Patryas – zdjęcia
- Marek Wesołowski – zdjęcia